# Île Molène

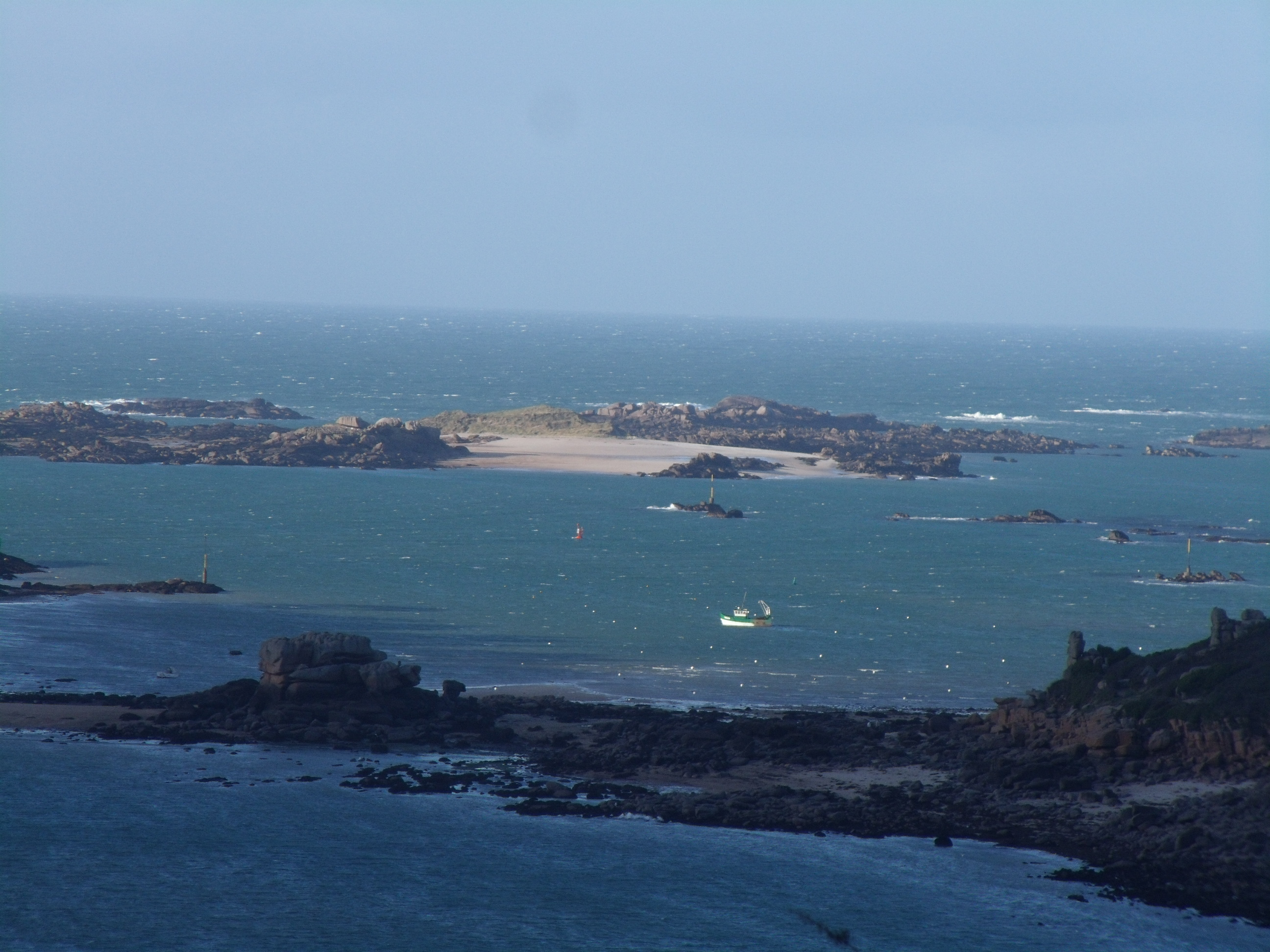
Île Molene

Die Île Molène (gelegentlich auch Insel Molene) ist eine unbewohnte Insel vor dem Hafen von Trébeurden an der Rosa Granitküste im Département Côtes-d’Armor in der Bretagne in Frankreich am Ärmelkanal.
Die Insel besteht aus Felsen und einem weitläufigen Sandstrand. Sie liegt ca. 1 km nordwestlich der Île Milliau.

## Inventaire national du patrimoine naturel
Die Insel ist im Besitz des Conservatoire du littoral und seit 1988 im Nationalen Inventar des Naturerbes Frankreichs registriert.